# Terron-lès-Vendresse
Pour les articles homonymes, voir Terron et Vendresse (homonymie).
Terron-lès-Vendresse est une localité de Vendresse et une ancienne commune française, située dans le département des Ardennes en région Grand Est.
Elle est rattachée, par fusion simple, à Vendresse, le 1er juillet 1965, et qui est devenue hameau de cette dernière.

## Géographie
La commune avait une superficie de 6,00 km2

## Toponymie
Le nom de la localité est attesté sous les formes Troion (1136) ; Troiun (1164) ; Troyon-en-Laonnois (1675) ; Troions (1698).

Terron : du latin terra et suffixe -onem.

## Histoire
Par arrêté préfectoral du 11 juin 1965, la commune de Terron-lès-Vendresse est rattachée le 1er juillet 1965 à la commune de Vendresse.

## Administration
| Période                                  | Période | Identité | Étiquette | Qualité |
| ---------------------------------------- | ------- | -------- | --------- | ------- |
| Les données manquantes sont à compléter. |         |          |           |         |
|                                          |         |          |           |         |

## Démographie
| 1793 | 1800 | 1806 | 1821 | 1831 | 1836 | 1841 | 1846 | 1851 |
| ---- | ---- | ---- | ---- | ---- | ---- | ---- | ---- | ---- |
| 384  | 418  | 419  | 502  | 487  | 540  | 540  | 526  | 504  |

| 1856 | 1861 | 1866 | 1872 | 1876 | 1881 | 1886 | 1891 | 1896 |
| ---- | ---- | ---- | ---- | ---- | ---- | ---- | ---- | ---- |
| lac. | lac. | 407  | 367  | 369  | 346  | 277  | 267  | 238  |

| 1901 | 1906 | 1911 | 1921 | 1926 | 1931 | 1936 | 1946 | 1954 |
| ---- | ---- | ---- | ---- | ---- | ---- | ---- | ---- | ---- |
| 222  | 175  | 178  | 123  | 103  | 91   | 94   | 73   | 52   |

| 1962 | - | - | - | - | - | - | - | - |
| ---- | - | - | - | - | - | - | - | - |
| 44   | - | - | - | - | - | - | - | - |

Histogramme

(élaboration graphique par Wikipédia)